# Anthaxia ghazi
Anthaxia ghazi es una especie de escarabajo del género Anthaxia, familia Buprestidae. Fue descrita científicamente por Obenberger en 1938.